# Permanență obiectuală
Permanența obiectuală reprezintă înțelegerea faptului că un obiect continuă să existe chiar și atunci când acesta nu poate fi perceput (prin văz, auz, atingere, miros sau în orice alt fel).  Acesta este un concept fundamental studiat în cadrul psihologiei dezvoltării, un subdomeniu a psihologiei care abordează dezvoltarea capacităților sociale și mentale ale copiilor în primele luni din viață ai acestora. Nu există încă un consens științific asupra cum și când apare permanența obiectuală în dezvoltarea umană. 
Jean Piaget, un psiholog elvețian, a studiat pentru prima dată permanența obiectuală la sugari. El a susținut că acest concept este unul dintre cele mai importante realizări ale copilului, deoarece, fără acesta, un individ nu ar percepe obiectele ca având existențe separate și permanente. Conform teoriei dezvoltării cognitive a lui Piaget, sugarii dezvoltă această înțelegere până la sfârșitul „stadiului senzorimotor”, care durează de la naștere până la vârsta de aproximativ doi ani.   Piaget susținea că capacitatea de percepție și înțelegere a lumii a unui copil depinde de dezvoltarea motricității a acestuia, și este necesară pentru ca copilul să lege reprezentările vizuale, tactile și motorii de obiecte.  Conform acestui punct de vedere, prin atingerea și manipularea obiectelor, sugarii dezvoltă permanența obiectuală. 

## La animale
Experimentele la primate non-umane sugerează că maimuțele pot urmări deplasarea țintelor invizibile, că deplasarea invizibilă este reprezentată în cortexul prefrontal, și că dezvoltarea cortexului frontal este legată de dobândirea permanenței obiectului. Diverse dovezi de la sugari umani sunt în concordanță cu aceasta. De exemplu, formarea sinapselor în cortexul frontal atinge vârfurile în timpul copilăriei umane, și experimentele recente folosind spectroscopie în infraroșu apropiat pentru a aduna date neuroimagistice de la sugari sugerează că activitatea în cortexul frontal este asociată cu finalizarea cu succes a sarcinilor de permanență a obiectului.